# Huisgierzwaluw
De huisgierzwaluw (Apus affinis) is een lid van de familie van gierzwaluwen (Apodidae) en komt wijd verspreid over Afrika en Azië voor.
Hoewel de huisgierzwaluw qua uiterlijk lijkt op de huiszwaluw, zijn het geen nauw verwante vogelsoorten. De huiszwaluw komt namelijk uit de orde van de zangvogels. Dit is een voorbeeld van convergente evolutie.

## Beschrijving
De huisgierzwaluw is een kleine gierzwaluw van 12 tot 13,5 cm lengte en een spanwijdte van 33 cm (de gewone gierzwaluw heeft een spanwijdte van 42 cm). De vogel is egaal zwart met een witte stuit, waarbij het wit van de stuit een eindje doorloopt tot op de flanken. Huisgierzwaluwen hebben een vrij korte, niet gevorkte staart en ze hebben een fladderende manier van vliegen, net als huiszwaluwen. Ze maken een tinkelend geluid.
Ze lijken sterk op de grote huisgierzwaluw (A. nipalensis) die oostelijker in het oriëntaals gebied voorkomt en die vroeger als de ondersoort A. a. nipalesnis werd beschouwd.

## Verspreiding en leefgebied
De huisgierzwaluw broedt in Afrika en van daar noordoostwaarts, richting het zuiden van India en Sri Lanka. De meeste populaties zijn standvogel, maar sommige populaties zoals die in Noord-Afrika zijn trekvogels die meer zuidelijk overwinteren.
De soort telt 6 ondersoorten:
- A. a. galilejensis: van noordwestelijk Afrika tot Pakistan, van oostelijk Soedan tot noordwestelijk Somalië.
- A. a. bannermani: de eilanden in de Golf van Guinee.
- A. a. aerobates: van Mauritanië tot Somalië en oostelijk Zuid-Afrika.
- A. a. theresae: van westelijk en zuidelijk Angola en zuidelijk Zambia tot Zuid-Afrika.
- A. a. affinis: van zuidelijk Somalië tot Mozambique.
- A. a. singalensis: zuidelijk India en Sri Lanka.

Huisgierzwaluwen nestelen tegen rotsen, in grotten maar ook in steden tegen huizen en winkels. Zij foerageren in open landschappen.

### In de Lage Landen
De huisgierzwaluw is een uiterst zeldzame dwaalgast in West-Europa. Er zijn tussen 2001 en 2021 vier bevestigde waarnemingen in Nederland. In België werd de soort voor het eerst waargenomen in 2020 boven natuurgebied De Fonteintjes in Blankenberge.

## Status
De huisgierzwaluw is een algemene vogel van laagland en heuvelland tot op een hoogte van 1800 m boven de zeespiegel. De huisgierzwaluw heeft een enorm groot verspreidingsgebied en daardoor is de kans op uitsterven uiterst gering. De grootte van de populatie is niet gekwantificeerd. De indruk bestaat dat de aantallen toenemen; om die reden staat de huisgierzwaluw als niet bedreigd op de Rode Lijst van de IUCN.